# Jordi Vila Soler
Jordi Vila Soler (Sampedor, 19 de mayo de 1929 - Ciudadela de Menorca, 20 de enero de 2011) fue un jugador de fútbol español.

## Clubes

### Como jugador
| Club         | País   | Año       |
| ------------ | ------ | --------- |
| CE Manresa   | España |           |
| CF Badalona  | España | 1948-1951 |
| FC Barcelona | España | 1951-1954 |
| Valencia CF  | España | 1954-1957 |
| Real Betis   | España | 1957-1960 |
| Córdoba CF   | España | 1960-1962 |

## Palmarés
- 2 Liga española de fútbol: 1951-52, 1952-53
- 3 Copa del Generalísimo de fútbol: 1951, 1952, 1953
- 2 Copa Eva Duarte: 1952, 1953
- 1 Copa Latina: 1952